# Olga Fikotová
Olga Fikotová, född 13 november 1932 i Most i regionen Ústí nad Labem, död 12 april 2024, var en tjeckisk (senare amerikansk) diskuskastare som blev olympisk mästare vid olympiska sommarspelen 1956 i Melbourne då hon tävlade för Tjeckoslovakien. 
Hon lyckades få utresetillstånd från dåvarande Tjeckoslovakien och kunde därmed gifta sig med Hal Connolly, olympiamästare i slägga. Hon tävlade i fem olympiska spel från 1956 till 1972 men guldet från 1956 blev hennes enda. Hon vann också silver vid EM 1954.